# إدي باتلر (مغني)
إدي باتلر (بالعبرية: אדי בטלר‏) هو مغني إسرائيلي، ولد في 2 أكتوبر 1971 في ديمونا في إسرائيل.

## وصلات خارجية
- إدي باتلر على موقع IMDb (الإنجليزية)
- إدي باتلر على موقع ميوزك برينز (الإنجليزية)
- إدي باتلر على موقع ديسكوغز (الإنجليزية)